# Казе, Мартин
Мартин Казе (эст. Martin Kase; 2 сентября 1993, Йыэляхтме) — эстонский футболист, защитник.

## Биография
Воспитанник ряда эстонских футбольных школ, в том числе таллинского «Калева». Взрослую карьеру начал в 2009 году в низших лигах, а в 2010 году дебютировал в основной команде «Калева» в первой лиге. Со своим клубом стал победителем первой лиги в 2011 году и на следующий год провёл первые матчи в высшем дивизионе Эстонии.
В 2013 году перешёл в таллинскую «Флору», но не смог закрепиться в основном составе, сыграв 22 матча за два с половиной сезона. Стал бронзовым призёром чемпионата Эстонии 2014 года, обладателем Кубка Эстонии 2013 года (выходил на поле только в матче 1/4 финала), обладателем Суперкубка Эстонии 2014 года (остался в запасе). Также выступал за вторую команду «Флоры», где играл в линии атаки и забивал примерно по голу за игру. В сезоне 2014 года занял третье место среди бомбардиров первой лиги (24 гола). Осенью 2015 года играл на правах аренды за «Тулевик» в высшей лиге.
В 2016 году перешёл в «Пайде», где стал основным защитником и провёл более 150 матчей за клуб. В 2017 году забил курьёзный автогол на 15-й секунде матча Кубка Эстонии против «Левадии», при этом команда соперников даже не успела прикоснуться к мячу. В 2020 году при его участии клуб добился наивысшего успеха в истории — стал вице-чемпионом Эстонии, на следующий год стал бронзовым призёром. Играл в матчах Лиги Европы.
В 2022 году выступал в высшей лиге за «Вапрус» (Пярну), затем перешёл в клуб четвёртого дивизиона «Саку Спортинг».
Всего в высшем дивизионе Эстонии сыграл 256 матчей и забил 16 голов.
Выступал за юниорскую, молодёжную и олимпийскую сборные Эстонии. В 2012 году стал участником финального турнира чемпионата Европы среди 19-летних, проводившегося в Эстонии, его команда проиграла все свои матчи. Также принимал участие в Кубке Содружества. Вызывался в национальную сборную Эстонии, однако на поле не выходил.

## Достижения
- Серебряный призёр чемпионата Эстонии: 2020
- Бронзовый призёр чемпионата Эстонии: 2014
- Победитель первой лиги Эстонии: 2011